# Nephtys ectopa
Nephtys ectopa är en ringmaskart som beskrevs av Chamberlin 1919. Nephtys ectopa ingår i släktet Nephtys och familjen Nephtyidae. Inga underarter finns listade i Catalogue of Life.